# 박스 (클라우드 스토리지)
박스(Box)는 파일 공유 서비스를 제공하는 웹사이트다. 공식 클라이언트와 앱은 윈도우, macOS, 여러 모바일 플랫폼용으로 이용이 가능하다. 2005년에 설립되었다.

## 역사
박스는 원래 2004년 서던캘리포니아 대학교 대학생이었던 Aaron Levie의 칼리지 프로젝트로 개발되었다.